# 1997 MQ4
1997 MQ4 är en asteroid i huvudbältet som upptäcktes den 28 juni 1997 av LINEAR i Socorro County, New Mexico.
Asteroiden har en diameter på ungefär 2 kilometer och den tillhör asteroidgruppen Eunomia.